# Kfar Yona
Kfar Yona (en hébreu: כְּפַר יוֹנָה) est une ville dans le sous-district de Sharon qui se trouve dans le District centre d'Israël. Cette ville de 11 km2 est située à 7 km à l'est de Netanya environ. En 2021, sa population était de 27 898 habitants.